# 美國承認以色列對戈蘭高地的主權
美利堅合眾國承認戈蘭高地為以色列國一部分由美國總統唐納·川普在2019年3月25日簽署总统公告生效，令美国成為全球第一個承認以色列擁有戈蘭高地主權的第三方國家，除了以色列和美國，其餘各國多半堅持戈蘭高地為敘利亞領土。

## 背景

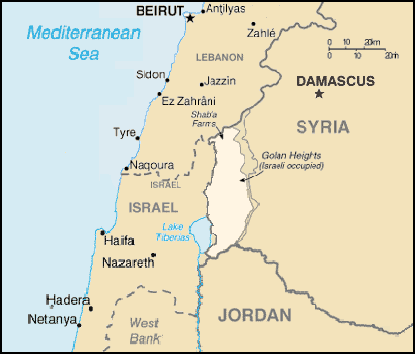
戈蘭高地位置圖，該地自1967年起被以色列佔領，但國際承認戈蘭高地為敘利亞領土

1967年第三次中东战争後，以色列從敘利亞手中奪取戈蘭。1981年，以色列通過《戈蘭高地法》，戈蘭高地正式併為以色列國領土，但此舉不獲國際承認。

## 宣布
2019年3月21日，美國總統特朗普在推特發文表示「是時候讓美國承認以色列對戈蘭高地的全面主權」，以色列歡迎有關舉動，但戈蘭高地的德鲁兹社群則抗議特朗普的決定。四日後的3月25日，特朗普與以色列總理本雅明·内塔尼亚胡在华盛顿哥伦比亚特区舉行聯合記者會，特朗普簽署總統公告：
|                     | 現在，因此，我，當勞·約翰·特朗普，美國總統， 憑藉憲法與美國的法律所賦予我的權力，特此宣佈： 美國承認戈蘭高地為以色列國的一部分。 |
| ——美國總統唐納·川普 | |

## 理由

### 美國
公告中宣稱「伊朗及真主黨在內的恐怖組織在敘利亞南部作出侵略行為」，因此以色列「有需要保護自己來自敘利亞等地區的威脅」。
美國政府被批評出現雙重標準，在此案中承認戈蘭高地併入以色列，但卻對俄羅斯吞併克里米亞向俄方作出制裁。國務卿邁克·蓬佩奧表示：「總統所作針對戈蘭高地的決定乃承認一個顯而易見的事實以及以色列國所需要的安全情況。就是，就是這麼簡單。」
翌日，國務院發言人表示：「以色列通過法律控制戈蘭，以回應敘利亞針對以色列的侵略；俄羅斯卻在俄烏雙方協議中承認克里米亞為烏克蘭一部分的情況下，以及承諾執行義務和歐洲安全與合作組織的重要價值的情況下，佔領克里米亞。」

### 以色列
內塔尼亞胡在記者會上表示「以色列在自我防衛的公平戰爭中贏得了戈蘭高地」。其指的戰爭乃1967年的六日戰爭，當時以色列向調動軍隊到邊境的埃及、約旦和敘利亞發動了具爭議性的先發制人空襲行動。一名不願公開姓名的以色列官員贊同內塔尼亞胡的言論，向《華盛頓郵報》表示承認戈蘭高地的主權是正當的，因為戈蘭高地是在一場「防衛戰爭」中奪得的。

## 特朗普高地
2019年6月16日，以色列政府在Brukhim宣布，使用美國第45任美國總統唐納·川普之名，來命名一個位於戈蘭高地中以色列佔領區的定居点，以讚揚他承認戈蘭高地為以色列領土的一部分。

## 反應
- 联合国秘書長安东尼奥·古特雷斯表示「戈蘭高地的地位沒有改變」[2][14]。

- 叙利亚政府稱有關舉動「明顯的攻擊」國家的主權和領土完整，並重申有權重奪戈蘭高地[2]。國營電視台阿拉伯叙利亚通讯社報道指多個省份都有示威抗議特朗普的決定[15]。

- 多個國家與國際組織對特朗普的決定亦作出嚴厲的批評，包括：
  - 歐洲： 欧洲联盟[16]、 英国、 德国、 法國、 比利时、 西班牙、 波蘭、 俄羅斯[2][17][18]
  - 中東： 阿拉伯国家联盟、 沙烏地阿拉伯[19]、 阿曼[20]、 阿联酋[21]、 巴林[22]、 [23]、 科威特[24]、 黎巴嫩[25]、 约旦[26]、 土耳其、 伊拉克[27]、 伊朗[28]
  - 亞洲： 印度尼西亞[29]、 中华人民共和国[30]、 日本[31]
  - 非洲： 埃及、 南非
  - 美洲： 古巴[32]、 委內瑞拉[33]
- 以色列政治光譜上不同領袖都支持特朗普的決定，包括：
  - 總統鲁文·里夫林
  - 反對派領袖谢莉·亚基莫维奇（英语：Shelly Yachimovich）
  - 工黨領袖阿维·賈比（英语：Avi Gabbay）[34]
  - 藍白聯盟領袖本尼·甘茨[35]
  - 議長朱莉乔尔·埃德尔斯坦（英语：Yuli-Yoel Edelstein）
  - 庫拉努黨領袖摩西·卡隆（英语：Moshe Kahlon）
  - 新右黨（英语：New Right (Israel)）領袖纳夫塔利·贝内特和艾莱·沙克德（英语：Ayelet Shaked）[36]